# Cobra (Schiff, 1889)

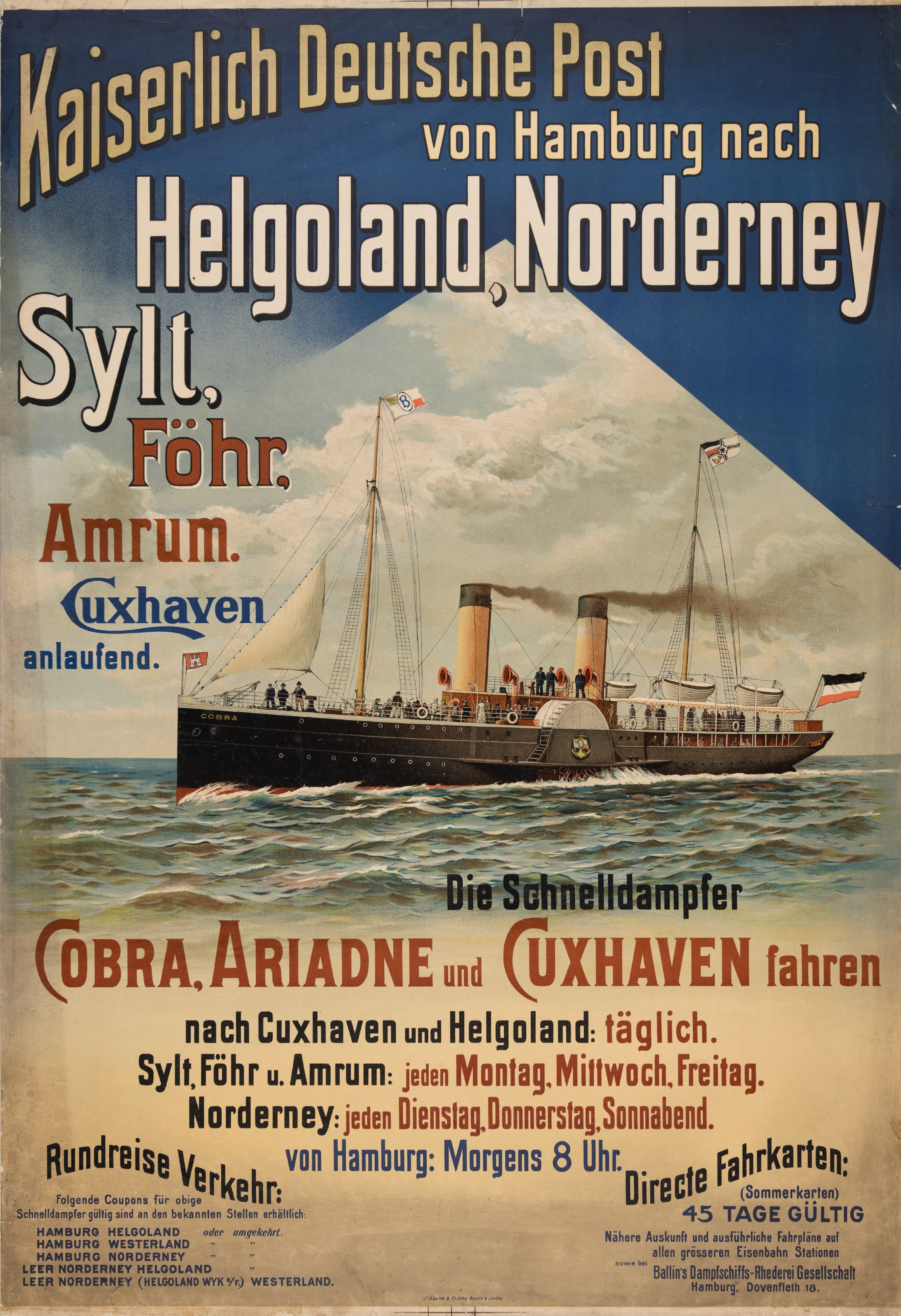
Die Cobra auf einem Werbeplakat

Die Cobra  war ein in Schottland gebauter Seitenraddampfer, der ab 1890 im deutschen Seebäderdienst nach Helgoland und Sylt verkehrte.

## Bau und technische Daten
Die Cobra lief am 2. März 1889 auf der Werft der Fairfield Shipbuilding & Engineering Company in Govan, Glasgow, für die Reederei G. & J. Burns vom Stapel. Das Schiff war 80,7 m lang und 10,1 m breit (ohne die Radkästen) und war mit 987 BRT vermessen. Die Wasserverdrängung betrug 1164 Tonnen (1,146 long tons). Sie hatte Platz für 912 Deckspassagiere. Ihre Geschwindigkeit betrug 14,5 Knoten.
1910 wurde die Cobra erheblich umgebaut und modernisiert, wodurch sie nahezu die Schnelligkeit des 1905 von der HAPAG in Dienst gestellten Dampfturbinenschiffs Kaiser von 20 Knoten  erreichte.

## Laufbahn

### Nordkanal und Nordwales
Die Cobra begann im April 1889 einen täglichen Liniendienst von Gourock am Firth of Clyde über den Nordkanal nach Belfast. Dieser Einsatz bewährte sich nicht, und das Schiff wurde daher bereits im folgenden Jahr an seine Erbauer zurückgegeben. Die Werft gründete eine eigene Reederei, die New North Wales Steamship Company, und stellte das Schiff, zusammen mit der Paris, unter dem neuen Namen St Tudno im Küstenverkehr in Nordwales in Dienst, wo sie die Schiffe der Konkurrenz an Größe erheblich übertraf.

### Nordseebäderdienst
Bereits gegen Ende 1890 kaufte der junge Hamburger Unternehmer Albert Ballin das Schiff, der im Jahr zuvor bereits den Seitenraddampfer Freia erworben und mit diesem seine Ballins Dampfschiff-Rhederei begründet hatte. Ballin gab dem Schiff seinen ursprünglichen Namen Cobra zurück und setzte es als sogenannten Turbinen-Schnelldampfer im Seebäderdienst auf der Route Hamburg – Helgoland – Sylt ein. 1896 und 1897 wurde die Cobra an das Schwarze Meer verchartert, wo die kurz zuvor gegründete staatliche rumänische Reederei Serviciul Maritim Român einen Liniendienst zwischen Constanța und Istanbul aufbauen wollte. Anschließend wurde sie in der Nordsee wieder im Seebäderdienst eingesetzt. 1897 wurde aus Ballins Reederei die Nordsee-Linie Dampfschiffs-Gesellschaft. Im Winter 1902/03 wurde die Cobra an die HAPAG, wo Ballin inzwischen Generaldirektor geworden war, verchartert und sie verkehrte nunmehr bis 1913 im Winter zwischen Genua, Nizza und Monaco. In den Sommermonaten fuhr sie weiterhin im Seebäderdienst zwischen Hamburg, Helgoland und Sylt. Am 1. Januar 1905 übernahm die HAPAG die Nordsee-Linie und damit auch die Cobra, die weiterhin die Hamburg-Helgoland-Sylt-Route befuhr.

### Ende
Mit dem Ausbruch des Ersten Weltkriegs im August 1914 kam der Seebäderdienst zum Stillstand. Nach Kriegsende wurde die Cobra 1919 als Kriegsreparation Frankreich zugesprochen, wurde jedoch bereits 1920 von der HAPAG zurückerworben und bis Dezember 1921 noch einmal auf ihrer alten Route nach Helgoland und Sylt eingesetzt. Dann wurde sie an Mahr & Beyer in Wismar zum Abwracken verkauft und 1922 verschrottet.